# 北河内村 (兵庫県)
北河内村（きたこうちむら）は、兵庫県多紀郡にあった村。現在の丹波篠山市の北部、宮田川の中・上流域、兵庫県道・京都府道97号篠山三和線の沿線にあたる。

## 地理
- 山岳：夏栗山、黒頭峰、三尾山、西ヶ嶽、三嶽
- 河川：宮田川

## 歴史
- 1889年（明治22年）4月1日 - 町村制の施行により、上板井村・下板井村（飛地を除く）・小坂村・乗竹村・宮田村（飛地を除く）・打坂村・垣屋村・高坂村・倉本村・坂本村・栗柄村および東木ノ部村の飛地の区域をもって発足。
- 1955年（昭和30年）1月1日 - 南河内村・草山村と合併して西北村が発足。西北村が即日改称して西紀村となる。同日北河内村廃止。

## 交通

### 道路
現在は旧村域を舞鶴若狭自動車道が通過するが、当時は未開通。